# Robert Deutsch (Rabbiner)
Robert Deutsch (geboren 1956 in Debrecen; gestorben am 5. August 2015 in Budapest) war Oberrabbiner und Förderer des Judentums.
1982 beendete Deutsch seine Ausbildung mit dem Rabbiner-Diplom am Rabbinerseminar (Budapest).
Seit 1989 war er Direktor des Budapester Rabbinats.
Rabbi Deutsch war Vorsitzender des ungarischen Rabbiner-Ausschusses, Direktor des Av Beth Din und Großrabbiner.
2010 erhielt er den Ungarischen Verdienstorden.
1988 bis 2015 war Robert Deutsch Rabbi der Bethlen-Platz-Synagoge.
In dieser Funktion trug er wesentlich dazu bei, das jüdische Leben an der Synagoge neu zu erwecken.
Er förderte den Oneg Shabat Klub und war Direktor des Marom, einer jüdischen Studentenorganisation.
Außerdem beaufsichtigte er die ungarische koschere Küche und war religiöser Leiter der Scheiber Sándor Schule in Budapest.
Während seiner Amtszeit initiierte Robert Deutsch die Renovierung der Synagoge und der umgebenden Außenanlagen.
In fast allen Landesteilen Ungarns hielt er Gedächtnisfeiern für die Holocaustopfer.